# Black Magic (album, Swollen Members)
Black Magic je čtvrté studiové album kanadské hiphopové skupiny Swollen Members. Vydáno bylo v září roku 2006. Umístilo se ve dvou hitparádách časopisu Billboard: Top Heatseekers (19. příčka) a Independent Albums (21. příčka). Kromě členů kapely se na desce podíleli například Ghostface Killah, Keefus Ciancia a Everlast.

## Seznam skladeb
1. „Intro“ – 0:40
2. „Blackout“ – 1:47
3. „Swamp Water“ – 3:35
4. „Pressure“ – 3:23
5. „Press Forward“ – 0:29
6. „Grind“ – 3:15
7. „Torture“ – 3:37
8. „So Deadly“ – 3:58
9. „Weight“ – 3:47
10. „Prisoner of Doom“ – 4:12
11. „Heart“ – 3:06
12. „Too Hot“ – 3:33
13. „Dark Clouds“ – 4:55
14. „Ritual“ – 0:37
15. „Massacre“ – 3:41
16. „Go to Sleep“ – 4:32
17. „Sinister“ – 4:19
18. „Dynamite“ – 3:03
19. „Put Me On“ – 4:05
20. „Black Magic“ – 3:58
21. „Brothers“ – 3:51